# فيفيك شارما
فيفيك شارما (بالإنجليزية: Vivek Sharma)‏ هو كاتب سيناريو ومخرج هندي، ولد في 21 أغسطس 1969 في جبلبور في الهند.

## وصلات خارجية
- فيفيك شارما على موقع IMDb (الإنجليزية)
- فيفيك شارما على موقع روتن توميتوز (الإنجليزية)
- فيفيك شارما على موقع ألو سيني (الفرنسية)
- فيفيك شارما على موقع ميوزك برينز (الإنجليزية)
- فيفيك شارما على موقع أول موفي (الإنجليزية)
- فيفيك شارما على موقع قاعدة بيانات الفيلم (الإنجليزية)
- فيفيك شارما على موقع كينوبويسك (الروسية)